# Осташковський табір
Осташковський табір — радянський концентраційний табір для утримання польських військовополонених, який розташовувався на території Ніло-Столобенського пустища неподалік від міста Осташкова.
Створений 19 вересня 1939 наказом Народного комісара внутрішніх справ СРСР № 0308 у складі Управління у справах військовополонених та інтернованих (УПВІ) при НКВД СРСР у числі 8 організованих таборів для утримання польських військовополонених (також було створено Старобільський, Юхновський, Козельський, Путивльський, Козельщанський, Южський та Оранський табори).
У таборі утримувалися 6 500 осіб (жандарми, поліціянти та ін.).
З квітня—травня 1940 року родинам офіцерів, яких утримували в Осташковському, Козельському та Старобільському таборах, перестали надходити листи, що раніше регулярно доходили до родин через Міжнародний Червоний Хрест.

## Розстріл
Для знищення в'язнів Осташковського табору була підготована Калінінська в'язниця, заздалегідь звільнена від інших ув'язнених. Водночас неподалік від Калініна, у селищі Мідне, екскаватори викопали декілька величезних ям.
За даними, вказаними у записці голови КДБ Шелепіна (1959), всього в Калініні було розстріляно 6 311 осіб (у Катині — 4 421 осіб). Керував масовим розстрілом польських офіцерів у Осташковському таборі В. М. Блохін.